# Леонид Осика
Леонид Осика (Кијев, 8. март 1940 — Кијев, 16. септембар 2001) — украјински редитељ, сценариста. Представник смера „украјинског поетског филма“. Народни уметник Украјине (1998).

## Живот
Рођен је у граду Кијеву. Завршио је 8 разреда школе и у 15 година уписао високу школу уметности у Одеси, смер – сликар портретиста.
Завршио је високу школу у Одеси и покушао је да упише Савезни државни институт кинематографије, али није успео. По повратку у Кијев почео је да ради као наставник у Институту театра, филма и телевизије.
Касније је добио писмо од руководства Института кинематографије, да је конкурсна комисија погрешила и да га зове да поново покуша да упише. Леонид је стигао у Москву, успешно је положио испите и примљен је у групу С. Герасимова.
Уметнички успех Осике је био брз. Прво је снимио свој курсни рад „Двоје“ са А. Лефтиј у главној улози.
1965. године радио је у филмској студији О. Довженка.
1968. године је направио право ремекдело украјинске и светске филмске индустрије – „Каминниј хрест“ према книзи Васиља Стефаника.
1972. године снима „Захар Беркут“.
Редитељ није добровољно отишао из филмске индустрије, био је јако болестан и није више могао да ради.
Сахрањен је у Кијеву на Бајковом гробљу (број 49а).

## Родбина
·       Супруга — глумица Антонина Лефтиј (од 1988. године живи у Аустралији).
·       Син — Дмитро, завршио је институт за театар, бизнисмен.
·       Супруга — актриса Свитлана Књазева.
·       Два сина близанца: Богдан и Олексиј.

## Звања и награде
·       1997 — Национална награда Украјине „Тарас Шевченко“ за филмове «Каминниј хрест», «Захар Беркут», «Подарунок на именини», «Гетмански клејноди».
·       2001 — Државна награда Украјине „Олександр Довженко“.

## Сећање
·       2004: «Мој пријатељ Љоња» — документтарни филм редитеља Т. Золојева.
·       2010. године супруга Свитлана Књазева је издала књигу поводом 70. годишњице рођења мужа «Такаја вот жизњ и такое кино: по дневникам (1984—1994)». — Кијив, 2010.

## Филмови
·       1966 — «Та, шчо входить у море», дипломски рад, редитељ
·       1967 — «Хто повернетсја — дољубит», редитељ
·       1968 — «Каминниј хрест», редитељ
·       1971 — «Захар Беркут», редитељ
·       1974 — «Дид ливого крајњого», редитељ, сценариста
·       1976 — «Тривожниј мисјац вересењ», редитељ
·       1978 — «Море», сценариста, редитељ
·       197? — «Розплата» редитељ
·       1985 — «Вклонисја до земли», редитељ
·       1987 — «Увијдит, стражденни!», редитељ
·       1989 — «Етјуди про Врубеља», сценариста, редитељ
·       1981 — «…Јакого љубили вси» (сећање на Леонида Бикова), редитељ
·       1991 — «Подарунок на именини», сценариста, редитељ
1993 — «Гетмански клејноди», сценариста, редитељ